# Бан (Лот)
Бан (фр. Bannes) насеље је и општина у јужној Француској у региону Миди Пирене, у департману Лот која припада префектури Фижак.
По подацима из 2011. године у општини је живело 133 становника, а густина насељености је износила 13,16 становника/km². Општина се простире на површини од 10,11 km². Налази се на средњој надморској висини од 538 метара (максималној 595 m, а минималној 272 m).

## Демографија
| 1962. | 1968. | 1975. | 1982. | 1990. | 1999. | 2011. |
| ----- | ----- | ----- | ----- | ----- | ----- | ----- |
| 212   | 234   | 219   | 196   | 203   | 166   | 133   |

График промене броја становника у току последњих година